# Georges Louis Marie Dumont de Courset
Pour les articles homonymes, voir Dumont.
 (novembre 2019).
Si vous disposez d'ouvrages ou d'articles de référence ou si vous connaissez des sites web de qualité traitant du thème abordé ici, merci de compléter l'article en donnant les références utiles à sa vérifiabilité et en les liant à la section « Notes et références ».
Le baron Georges Louis Marie Dumont de Courset est un botaniste et un agronome français, né le 16 septembre 1746 à Boulogne-sur-Mer et mort le 3 septembre 1824 au château de Courset.

## Biographie
Il fait ses études à Paris et montre des dispositions pour la musique et le dessin. Il devient sous-lieutenant à dix-sept ans. Envoyé dans le sud de la France, il visite les Pyrénées et se prend de passion pour la botanique. Il renonce alors à sa carrière militaire et se marie bientôt en 1775. Installé au château de Courset, il y installe de grands jardins dont la diversité des espèces qu’il y présentait le rendirent célèbre. Il tente, assez vainement, d’influer les techniques agricoles employées dans sa région, ce qui lui vaut le titre de correspondant de la Société royale d’agriculture dans un mémoire intitulé Mémoire sur l’agriculture du Boulonnais et des cantons maritimes voisins (Boulogne, 1784).
Protégé par des savants comme André Thouin (1746-1824) durant la Révolution, il devient correspondant de l’Institut. Il fait paraître les cinq volumes du Botaniste cultivateur, ou description, culture et usage de la plus grande partie des plantes étrangères, naturalisées et indigènes, cultivées en France et en Angleterre, rangées suivant la méthode de Jussieu à partir de 1798. Il revoit entièrement l’ouvrage qui paraît en 1811. Dumont de Courset y décrit 8 700 espèces et indique leurs propriétés et leur culture.

## Publications
- Mémoires sur l’agriculture du Boulonnois et des cantons maritimes voisins, Boulogne : chez François Dolet, 1784, in-8°, III-260 p.
- Le Botaniste cultivateur, ou description, culture et usage de la plus grande partie des plantes étrangères, naturalisées et indigènes, cultivées en France et en Angleterre, rangées suivant la méthode de Jussieu, Paris, 1798 ; Paris : chez Jean-Jacques Fuchs, 1802-1805, 5 vol. in-8°, 3177 p. ; 2e éd. (entièrement refondue et considérablement augmentée), Paris : Déterville et Goujon, 1811-1814, 7 vol. in-8°